# BWF World Tour 2021
Die BWF World Tour 2021 war die vierte Saison der BWF World Tour im Badminton. Zum Abschluss der Saison wurde das BWF World Tour Finale ausgetragen.

## Resultate
| Veranstaltung               | Report            | Herreneinzel      | Dameneinzel           | Herrendoppel                                   | Damendoppel                                   | Mixed                                          |
| World Tour Finals           | World Tour Finals | World Tour Finals | World Tour Finals     | World Tour Finals                              | World Tour Finals                             | World Tour Finals                              |
| --------------------------- | ----------------- | ----------------- | --------------------- | ---------------------------------------------- | --------------------------------------------- | ---------------------------------------------- |
| BWF World Tour Finals       | Report            | Viktor Axelsen    | An Se-young           | Takuro Hoki Yugo Kobayashi                     | Kim So-young Kong Hee-yong                    | Dechapol Puavaranukroh Sapsiree Taerattanachai |
| Super 1000                  |                   |                   |                       |                                                |                                               |                                                |
| All England                 | Report            | Lee Zii Jia       | Nozomi Okuhara        | Hiroyuki Endo Yuta Watanabe                    | Mayu Matsumoto Wakana Nagahara                | Yuta Watanabe Arisa Higashino                  |
| China Open                  | -                 | abgesagt          | abgesagt              | abgesagt                                       | abgesagt                                      | abgesagt                                       |
| Denmark Open                | Report            | Viktor Axelsen    | Akane Yamaguchi       | Takuro Hoki Yugo Kobayashi                     | Huang Dongping Zheng Yu                       | Yuta Watanabe Arisa Higashino                  |
| Indonesia Open              | Report            | Viktor Axelsen    | An Se-young           | Markus Fernaldi Gideon Kevin Sanjaya Sukamuljo | Nami Matsuyama Chiharu Shida                  | Dechapol Puavaranukroh Sapsiree Taerattanachai |
| Super 750                   |                   |                   |                       |                                                |                                               |                                                |
| Malaysia Open               | -                 | abgesagt          | abgesagt              | abgesagt                                       | abgesagt                                      | abgesagt                                       |
| Japan Open                  | -                 | abgesagt          | abgesagt              | abgesagt                                       | abgesagt                                      | abgesagt                                       |
| French Open                 | Report            | Kanta Tsuneyama   | Akane Yamaguchi       | Ko Sung-hyun Shin Baek-cheol                   | Lee So-hee Shin Seung-chan                    | Yuta Watanabe Arisa Higashino                  |
| Fuzhou China Open           | -                 | abgesagt          | abgesagt              | abgesagt                                       | abgesagt                                      | abgesagt                                       |
| Indonesian Masters          | Report            | Kento Momota      | An Se-young           | Takuro Hoki Yugo Kobayashi                     | Nami Matsuyama Chiharu Shida                  | Dechapol Puavaranukroh Sapsiree Taerattanachai |
| Super 500                   |                   |                   |                       |                                                |                                               |                                                |
| Malaysia Masters            | -                 | abgesagt          | abgesagt              | abgesagt                                       | abgesagt                                      | abgesagt                                       |
| India Open                  | -                 | abgesagt          | abgesagt              | abgesagt                                       | abgesagt                                      | abgesagt                                       |
| Singapore Open              | -                 | abgesagt          | abgesagt              | abgesagt                                       | abgesagt                                      | abgesagt                                       |
| Thailand Open               | -                 | abgesagt          | abgesagt              | abgesagt                                       | abgesagt                                      | abgesagt                                       |
| Korea Open                  | -                 | abgesagt          | abgesagt              | abgesagt                                       | abgesagt                                      | abgesagt                                       |
| Hylo Open                   | Report            | Loh Kean Yew      | Busanan Ongbumrungpan | Markus Fernaldi Gideon Kevin Sanjaya Sukamuljo | Chisato Hoshi Aoi Matsuda                     | Dechapol Puavaranukroh Sapsiree Taerattanachai |
| Hong Kong Open              | -                 | abgesagt          | abgesagt              | abgesagt                                       | abgesagt                                      | abgesagt                                       |
| Super 300                   |                   |                   |                       |                                                |                                               |                                                |
| Thailand Masters            |                   | abgesagt          | abgesagt              | abgesagt                                       | abgesagt                                      | abgesagt                                       |
| Swiss Open                  | Report            | Viktor Axelsen    | Carolina Marín        | Kim Astrup Anders Skaarup Rasmussen            | Pearly Tan Thinaah Muralitharan               | Thom Gicquel Delphine Delrue                   |
| German Open                 | -                 | abgesagt          | abgesagt              | abgesagt                                       | abgesagt                                      | abgesagt                                       |
| New Zealand Open            | -                 | abgesagt          | abgesagt              | abgesagt                                       | abgesagt                                      | abgesagt                                       |
| Australian Open             | -                 | abgesagt          | abgesagt              | abgesagt                                       | abgesagt                                      | abgesagt                                       |
| Spain Masters               | Report            | Toma Junior Popov | Putri Kusuma Wardani  | Pramudya Kusumawardana Yeremia Rambitan        | Yulfira Barkah Febby Valencia Dwijayanti Gani | Rinov Rivaldy Pitha Haningtyas Mentari         |
| Korea Masters               | -                 | abgesagt          | abgesagt              | abgesagt                                       | abgesagt                                      | abgesagt                                       |
| US Open                     | -                 | abgesagt          | abgesagt              | abgesagt                                       | abgesagt                                      | abgesagt                                       |
| Chinese Taipei Open         | -                 | abgesagt          | abgesagt              | abgesagt                                       | abgesagt                                      | abgesagt                                       |
| Syed Modi International     | -                 | abgesagt          | abgesagt              | abgesagt                                       | abgesagt                                      | abgesagt                                       |
| Macau Open                  | -                 | abgesagt          | abgesagt              | abgesagt                                       | abgesagt                                      | abgesagt                                       |
| Super 100                   |                   |                   |                       |                                                |                                               |                                                |
| Orléans Masters             | Report            | Toma Junior Popov | Busanan Ongbumrungpan | Ben Lane Sean Vendy                            | Jongkolphan Kititharakul Rawinda Prajongjai   | Mathias Christiansen Alexandra Bøje            |
| Lingshui China Masters      | -                 | abgesagt          | abgesagt              | abgesagt                                       | abgesagt                                      | abgesagt                                       |
| Canada Open                 | -                 | abgesagt          | abgesagt              | abgesagt                                       | abgesagt                                      | abgesagt                                       |
| Russian Open                | -                 | abgesagt          | abgesagt              | abgesagt                                       | abgesagt                                      | abgesagt                                       |
| Akita Masters               | -                 | abgesagt          | abgesagt              | abgesagt                                       | abgesagt                                      | abgesagt                                       |
| Hyderabad Open              | -                 | abgesagt          | abgesagt              | abgesagt                                       | abgesagt                                      | abgesagt                                       |
| Vietnam Open                | -                 | abgesagt          | abgesagt              | abgesagt                                       | abgesagt                                      | abgesagt                                       |
| Indonesia Masters Super 100 | -                 | abgesagt          | abgesagt              | abgesagt                                       | abgesagt                                      | abgesagt                                       |